# Tab (stad i Ungern)
För andra betydelser, se Tab.
Tab är en mindre stad i Ungern. Den ligger söder om Balatonsjön.